# 우리쌀을사랑하는온국민들의모임
우리쌀을사랑하는온 국민들의모임은 우리쌀사랑 운동을 통한 우리쌀 소비촉진 범국민 켐페인, 쌀을 이용한 가공식품 개발·보급, 도시, 농촌 교류 사업 및 도시농업에 관련된 사업을 목적으로 2006년 12월 29일 설립된 대한민국 농림수산식품부 소관의 사단법인이다. 사무실은 서울특별시 강남구 포이동 189-10에 있다.